# Монастырка (река)
Монасты́рка — река в Санкт-Петербурге, между Невой и Обводным каналом. Вдоль русла проложена набережная реки Монастырки. Современная длина 1,15 км, ширина 30 м, глубина 3—5 м. Движение маломерных судов по реке запрещено.

## Название
Первоначально река называлась Чёрной. 12 июля 1864 года ей было присвоено название Монастырская речка по Александро-Невскому монастырю, который она огибает. Имя быстро сократилось до современной формы — Монастырка.

## История
Первоначально Монастырка представляла собой нижнее течение реки Волковки (Чёрной речки) при впадении её в Неву. Упоминание об этой реке имеется ещё в летописях 1500 года. Когда в 1829 году был построен восточный участок Обводного канала, он разделил реку на две части. Северная часть стала называться Монастыркой по Александро-Невскому монастырю, причём направление течения реки изменилось на обратное: она стала вытекать из Невы и впадать в Обводный канал. Первый наплавной мост через реку Чёрную (теперь реку Монастырку) появился в 1712 году по оси нынешнего Невского проспекта. Сейчас на этом месте находится 1-й Лаврский мост.

## Берегоукрепление

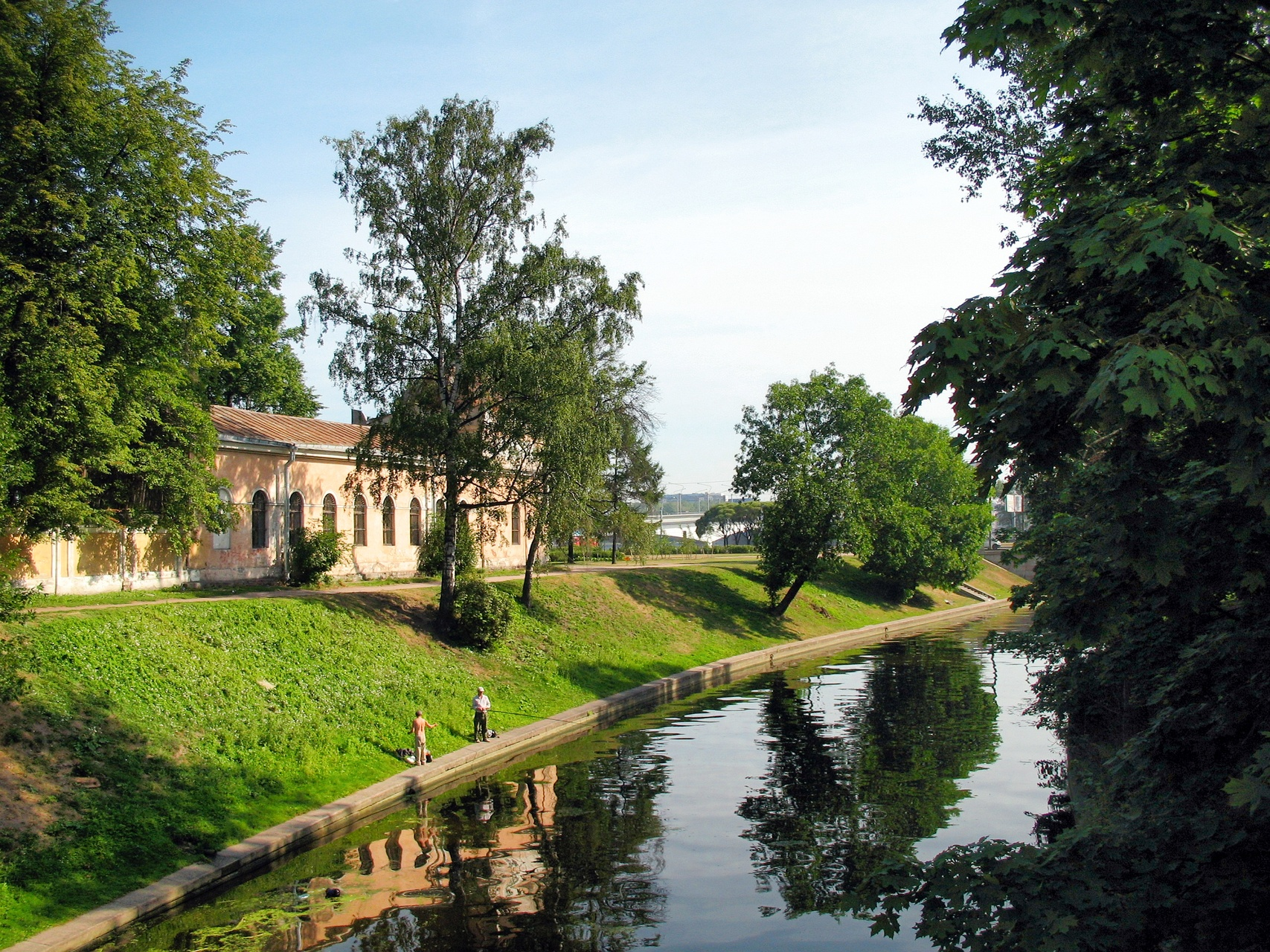
Берегоукрепление Монастырки

Протяжённость обоих берегов составляет 1061,8 м. Высокие берега реки укреплялись забивкой деревянных свай с забирными стенками, причём укрепления существовали на участке от Невы до Монастырского моста. Крутые откосы берегов часто размывались, ставя под угрозу существование исторических кладбищ-некрополей: Лазаревского и Тихоновского. Первое укрепление берегов низкой банкетной стенкой по проекту инженера Е. Е. Розенфельда началось на участке между мостами Обуховской Обороны и Монастырским в 1963 году одновременно со строительством мостов. Через два года возводятся низкая банкетная стенка на территории ДОЗ им. Халтурина, в основном на левом берегу реки, и Казачий мост при впадении реки Монастырки в Обводный канал с верховыми небольшими стенками набережной. В 1973 году были построены участки низкой набережной между 1-м Лаврским и Монастырским мостами и на территории ДОЗ-а на правом берегу.
Укрепление берегов реки Монастырки осуществлялось на всём протяжении низкой банкетной стенкой из железобетонных блоков, облицованных гранитом, на высоком свайном ростверке с железобетонным шпунтом и одним рядом свай. Только у 1-го Лаврского моста на левом берегу с низовой стороны построена высокая вертикальная подпорная стенка длиной 13 м, поддерживающая транспортный проезд вдоль реки.

## Мосты через Монастырку
- мост Обуховской Обороны
- Монастырский мост
- 1-й Лаврский мост
- 2-й Лаврский мост
- безымянный мост у территории ДОЗ им. Халтурина
- Митрополичий мост в створе Атаманской улицы (пешеходный)[7].
- Казачий мост

## Достопримечательности
- Александро-Невская лавра